# Semypolky
 (juillet 2022).
Semypolky (en ukrainien : Семиполки) est un village situé dans le raïon de Brovary, lui-même situé dans l'oblast de Kiev, en Ukraine

## Historique
Lors de l’invasion de l’Ukraine pendant la Russie en 2022, un camp pour les enfants réfugiés de guerre ouvre dans le village.